# Med Kongeparret i Thailand forkortet udg.
|  | Denne artikel er oprettet af botten Steenthbot ud fra en ekstern database. Den kan derfor have sproglige fejl eller mangler. Denne skabelon kan fjernes efter kontrol af indholdet. |

Med Kongeparret i Thailand [forkortet udg.] er en dansk dokumentarfilm fra 1962 instrueret af Helge Robbert.

## Handling
Kongeparrets officielle besøg i Thailand, 11.-25. januar 1962. Glimt fra Bangkok, det dansk-thailandske demonstrationslandbrug i Muang Lek, samt fra Ayudhya og Chiang Mai i det nordlige Thailand. Filmen belyser også om de erhvervsmæssige og kulturelle forbindelser mellem Thailand og Danmark.